# Saint-Eusèbe (Saône-et-Loire)
Saint-Eusèbe ist eine französische Gemeinde mit 1.175 Einwohnern (Stand: 1. Januar 2022) im Département Saône-et-Loire in der Region Bourgogne-Franche-Comté; sie gehört zum Arrondissement Autun und ist Teil des Kantons Blanzy (bis 2015: Kanton Montchanin).

## Geografie
Saint-Eusèbe liegt am Canal du Centre. Umgeben wird Saint-Eusèbe von den Nachbargemeinden Torcy und Montchanin im Norden, Saint-Laurent-d’Andenay im Osten, Saint-Micaud im Südosten, Marigny im Süden, Blanzy im Westen und Südwesten sowie Les Bizots im Nordwesten.
Durch die Gemeinde führt die Route nationale 70.

## Bevölkerungsentwicklung
| Jahr                      | 1936 | 1954 | 1962 | 1968 | 1975 | 1982 | 1990 | 1999 | 2006 | 2013 | 2019 |
| Einwohner                 | 771  | 895  | 735  | 656  | 707  | 972  | 1032 | 1065 | 1085 | 1141 | 1200 |
| Quelle: Cassini und INSEE |      |      |      |      |      |      |      |      |      |      |      |

## Sehenswürdigkeiten
- Kirche
- Burg bzw. Schloss Le Monay, seit 1993 Monument historique

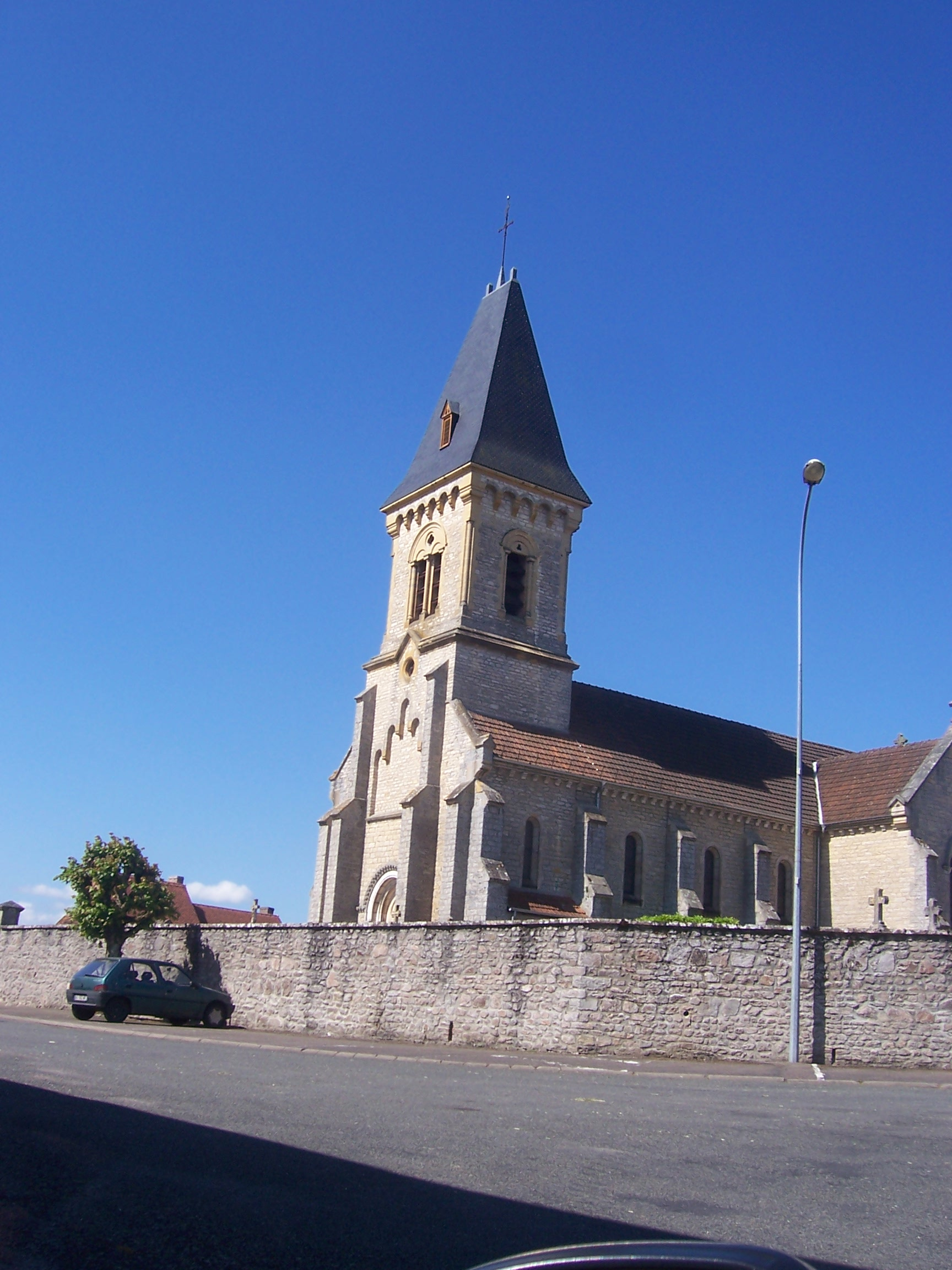
Kirche